# Oberbüren
Oberbüren är en ort och kommun i distriktet Wil i kantonen Sankt Gallen, Schweiz. Kommunen har 4 660 invånare (2023).
Kommunen består av orterna Oberbüren (2279 invånare), Niederwil (1467 invånare) och Sonnental (678 invånare).